# Crassostrea gigas
L'ostrica concava (Magallana gigas ex Crassostrea gigas  (Thunberg, 1793)) è una specie di mollusco endemica delle coste asiatiche dell'Oceano Pacifico. È conosciuta anche come ostrica concava del Pacifico.
È una specie che si è diffusa anche nell'Atlantico nord orientale ed in particolare in Francia, Portogallo e successivamente anche nel Mediterraneo; è diffusamente allevata, specialmente in Francia, tanto che rappresenta il 75% della produzione europea, e negli ultimi tempi l'allevamento ha raggiunto 4 milioni di tonnellate annue e ne hanno fatto l'ostrica più allevata al mondo.
Negli ultimi anni si sono chiariti i problemi di inquadramento tassonomico, dovuti soprattutto al notevole polimorfismo degli esemplari.